# Nokia 3.1 Plus
Nokia 3.1 Plus是一款运行Android操作系统的诺基亚品牌中端智能手机。于2018年10月11日14:00在印度发布。

## 规格

### 硬件
Nokia 3.1 Plus由聯發科技曦力P22中央处理器驱动，拥有3GB RAM和32GB ROM。
显示面板为6英寸18:9HD+液晶屏。
后置摄像头1300万像素+500万像素，前置摄像头800万像素。

### 软件
这款手机搭载了Android 8.1操作系统（可更新至Android 10），并且其开发商HMD承诺将为Nokia 3.1 Plus提供两年操作系统更新、三年安全补丁更新。